# جيمس دوغلاس (لاعب كريكت)
جيمس دوغلاس (8 يناير 1870 - 8 فبراير 1958) (بالإنجليزية: James Douglas)‏ هو لاعب كريكت بريطاني (وحمل سابقاً جنسية المملكة المتحدة لبريطانيا العظمى وأيرلندا).